# Küttigkofen
Küttigkofen est une localité et une ancienne commune suisse du canton de Soleure, située dans le district de Bucheggberg. 

## Histoire
Le 1er janvier 2014, elle a fusionné avec ses voisines d'Aetigkofen, Aetingen, Bibern, Brügglen, Gossliwil, Hessigkofen, Kyburg-Buchegg, Mühledorf et Tscheppach pour former la nouvelle commune de Buchegg.